# Carl-Axel Lunding
Carl-Axel "Calle" Lunding, född 14 maj 1929 i Gustav Vasa församling, Stockholm, död 21 maj 2006 i Enskede församling, Stockholm, var en svensk skulptör, målare och tecknare.

## Biografi
Lunding betraktade sig som autodidakt och arbetade med abstrakta skulpturer av ståltråd, plåt och metallstänger. Han skapade nonfigurativa arkitektoniska konstruktioner som fångade in rymd och rörelse. Han gjorde även abstrakta målningar i klara lackfärger. Separat ställde han bland annat ut på '"Galerie Blanche 1966.
Lunding har utfört offentlig utsmyckning bland annat i form av en betongrelief till Liljeholmens T-banestation (1962) och skulpturen Knippen på vatten till vårdanstalten i Gudhem (1964-1965).
Lundings konst finns representerad på Moderna museet i Stockholm, Norrköpings konstmuseum och Skissernas museum i Lund.

### Fotnoter
1. ↑  Sveriges Dödbok 1860–2016, USB, Version 7.10, Sveriges Släktforskarförbund (2016).
2. ↑  ”Arkiverade kopian”. Arkiverad från originalet den 14 juli 2014. https://web.archive.org/web/20140714113844/http://www.abc.se/~m225/litteratur/doed/svdnekro06.html. Läst 13 juli 2014.
3. ↑  Libris
4. ↑  Moderna museet